# 정예린 (유도 선수)
정예린(1996년 1월 12일~)은 대한민국의 유도 선수이다. 2024년 하계 올림픽에 참가, 유도 혼성 단체전에서 동메달을 기록하였다.

## 경력
대구 출신으로 초등학교 4학년 때 유도를 시작했다.
2022년 6월 울란바토르 그랜드슬램에서 3위에 올랐으며 같은 해 8월 카자흐스탄 누르술탄에서 열린 아시아 선수권 대회에서 동메달을 획득했다. 
2023년 10월 항저우에서 열린 2022년 아시안 게임에서 카자흐스탄의 갈리나 틴바예바를 누르고 동메달을 획득했다. 이듬해인 2024년 4월에는 홍콩에서 열린 아시아 선수권 대회에서 5위에 올랐다.
2024년 하계 올림픽에 참가, 유도 혼성 단체전에서 동메달을 기록하였다.